# Tongoloa filicaudicis
Tongoloa filicaudicis är en flockblommig växtart som beskrevs av Kun Tsun Fu. Tongoloa filicaudicis ingår i släktet Tongoloa och familjen flockblommiga växter. Inga underarter finns listade i Catalogue of Life.